# De sacs et de cordes
Albums de Léo Ferré
Le Temps des roses rouges
(1950) Paris canaille
(1953)
De sacs et de cordes est un album posthume de Léo Ferré, paru chez Le Chant du Monde en 2004. Il s'agit d'un « récit lyrique » destiné à la radio française. Prose, poésies, chansons et musique symphonique y sont mêlées. Léo Ferré a fait appel à Jean Gabin pour tenir le rôle du narrateur. L'œuvre est diffusée pour la première fois sur les ondes en février 1951.

## Titres
Toutes les musiques sont de Léo Ferré. Les textes sont de lui, sauf mention contraire.
| No  | Titre                                    | Auteur          | Interprète(s)                        | Durée |
| --- | ---------------------------------------- | --------------- | ------------------------------------ | ----- |
| 1.  | Ouverture                                |                 | Chœur Raymond Saint-Paul             | 1:16  |
| 2.  | Frères humains                           | François Villon | Chœur Raymond Saint-Paul             | 1:07  |
| 3.  | L'Esprit de famille                      |                 | Jean Gabin                           | 0:30  |
| 4.  | « Ah ! La rue... »                       |                 | Jean Gabin                           | 2:09  |
| 5.  | Air du cireur                            |                 | Jean Gabin                           | 1:05  |
| 6.  | La Bonne Aventure                        |                 | Suzanne Girard                       | 3:04  |
| 7.  | « Brusquement cette charmante enfant… »  |                 | Jean Gabin                           | 0:44  |
| 8.  | Les Forains                              |                 | Leïla Ben Sedira                     | 2:58  |
| 9.  | La Tamise                                |                 | Jean Gabin                           | 1:42  |
| 10. | Madame Angleterre                        |                 | Solistes du chœur Raymond Saint-Paul | 1:15  |
| 11. | « Je suis parti sur un de ces bateaux… » |                 | Jean Gabin                           | 1:01  |
| 12. | Ohé oh, hisse !                          |                 | Jean Gabin                           | 1:07  |
| 13. | Madre de Dios                            |                 | Jean Gabin                           | 1:37  |
| 14. | « Dans les flancs du Madre de Dios… »    |                 | Jean Gabin                           | 1:19  |
| 15. | Le Flamenco de Paris (instrumental)      |                 | Chœur Raymond Saint-Paul             | 1:05  |
| 16. | Le Bateau espagnol                       |                 | Marek Sliven, Jean Gabin             | 5:06  |
| 17. | C'est la fille du pirate                 | Jamblan         | Marek Sliven                         | 4:17  |
| 18. | « Les deniers me crevaient les poches… » |                 | Jean Gabin                           | 1:09  |
| 19. | En amour (ouverture)                     |                 | Jean Gabin                           | 0:49  |
| 20. | En amour                                 |                 | Claire Leclerc                       | 3:24  |
| 21. | La Femme adultère                        |                 | Jean Gabin                           | 0:46  |
| 22. | Dans les draps que l'amour               |                 | Solistes du chœur Raymond Saint-Paul | 0:51  |
| 23. | Barbarie                                 |                 | Léo Noël, Jean Gabin                 | 2:00  |
| 24. | Les Douze                                | Jamblan         | Les Frères Jacques                   | 2:01  |
| 25. | « Ils me redonnèrent quelque goût… »     |                 | Jean Gabin                           | 0:49  |
| 26. | Les Oiseaux libres                       |                 | Leïla ben Sedira                     | 0:56  |
| 27. | « Pour soulever le toit... »             |                 | Jean Gabin                           | 1:35  |
| 28. | Kol Nidrei                               |                 | Chœur Raymond Saint-Paul             | 2:25  |
| 29. | Petit soldat                             |                 | Jean Gabin                           | 3:51  |
| 30. | « Au paradis des pauvres chiens »        |                 | Jean Gabin                           | 0:59  |
| 31. | « Je décidais de me fixer… »             |                 | Jean Gabin                           | 0:23  |
| 32. | L'Inconnue de Londres                    |                 | Léo Ferré                            | 3:17  |
| 33. | « Si j'avais eu le sens du repentir… »   |                 | Jean Gabin                           | 1:07  |
| 34. | Le Parvenu                               |                 | Madeleine Rabereau, Jean Gabin       | 3:38  |
| 35. | Frères humains (reprise)                 | François Villon | Chœur Raymond Saint-Paul             | 1:08  |

## Musiciens
- Orchestre de la Radiodiffusion française
- Chœur Raymond Saint-Paul
- Chanteurs : Leïla Ben Sedira, Léo Ferré, Les Frères Jacques, Suzanne Girard, Claire Leclerc, Léo Noël, Madeleine Rabereau, Marek Sliven
- Comédiens : Christiane Carlove, Yves Duchâteau, Jean Gabin, Roger Iglésis, Jean Lemaître,

## Production
- Orchestrations et direction musicale : Léo Ferré
- Direction chœur : Eugène Bousquet
- Réalisation : Yves Darriet

Édition CD
- Transfert numérique : Jean-François Pontefract, INA
- Restauration & mastering : Lionel Riesler, Studio Sofreson
- Notes et texte de présentation : Alain Raemackers
- Photo couverture : Serge Jacques